# 京都府立医科大学の人物一覧
京都府立医科大学の人物一覧は京都府立医科大学に関係する人物の一覧記事。

## OB・OG

### 政界
- 大橋和孝 - 元参議院議員、元京都大橋総合病院長
- 桧田仁 - 元衆議院議員
- 松村淳子 - 宇治市長、医師

### 研究者・学者
- 岡村均 - 生物学者、京都大学名誉教授、紫綬褒章
- 北山修 - 精神科医、九州大学名誉教授、白鷗大学学長、ミュージシャン（元：ザ・フォーク・クルセダーズ）、元日本精神分析学会会長
- 高野裕久 - 内科医、京都大学名誉教授
- 福田優 - 内科医、福井大学学長
- 宮地尚子 - 精神科医、一橋大学教授
- 北上四郎 - 昆虫学者、登山家、京都府立医科大学予科の元生物学教授
- 吉村寿人 - 京都府立医科大学元学長
- 栗山欣彌 - 薬理学者、京都府立医科大学元学長
- 吉川敏一 - フリーラジカルの研究者、京都府立医科大学元学長
- 竹中洋 - 耳鼻科医、京都府立医科大学元学長

### 文学
- 伊良子清白 - 詩人

### 芸術
- 大森一樹 - 映画監督、大阪芸術大学教授

### スポーツ
- 小阪健一郎 - 登山家

### その他
- 服部匡志 - 眼科医
- 早川一光 - 医師
- 中川智正 - オウム真理教幹部
- 中西智之- 株式会社T-ICU代表取締役社長